# Cryptocentrus cyanotaenia
Cryptocentrus cyanotaenia är en fiskart som först beskrevs av Bleeker, 1853.  Cryptocentrus cyanotaenia ingår i släktet Cryptocentrus och familjen smörbultsfiskar. Inga underarter finns listade i Catalogue of Life.